# 邦萨摩洛议会
邦萨摩洛议会（阿拉伯语：‎）是菲律宾棉兰老穆斯林邦萨摩洛自治区的立法机关，成立于2019年3月29日，设于哥打巴托市。前身是棉兰老穆斯林自治区地区立法议会。议会实行一院制。议会有80名议员，其中41名由摩洛伊斯兰解放阵线提名，39名由菲律宾政府提名。每届议会任期3年，议员最多可连任3届。现任议长是Pangalian Balindong。